# Kařez
Kařez település Csehországban, Rokycanyi járásban. Kařez Zbiroh, Kařízek, Cekov, Újezd és Cerhovice településekkel határos. Lakosainak száma 712 fő (2024. január 1.).

## Népesség
A település lakosságának változását az alábbi diagram mutatja:
| Lakosok száma | 313  | 521  | 780  | 694  | 618  | 591  | 647  | 681  | 708  | 712  |
|               | 1869 | 1900 | 1921 | 1961 | 1980 | 2011 | 2016 | 2019 | 2021 | 2024 |